# Mario J. Molina
Mario José Molina-Pasquel Molina (sinh 19 tháng 3 năm 1943 - mất 7 tháng 10 năm 2020) là nhà hóa học người Mỹ gốc Mexico. Ông nhận Giải Nobel Hóa học năm 1995 khi là một trong ba người (còn lại là F. Sherwood Rowland và Paul J. Crutzen) nghiên cứu sự hình thành và phân hủy tầng ozone. Ông và Rowland nhận biết các CFC có khả năng phá hủy tầng ôzôn vào năm 1974. Đây là cơ sở quan trọng để các loại tủ lạnh ngày nay không sử dụng chất làm lạnh này.